# Журба Ігор Миколайович
Ігор Миколайович Журба (1985—2022) — солдат Збройних Сил України, учасник російсько-української війни.

## Життєпис
Народився 21 квітня 1985 року в місті Охтирка Сумської області.
Військову службу проходив у 91 окремому Охтирському полку підтримки.
Загинув 26 лютого 2022 в районі міста Охтирка.

## Нагороди та вшанування
- Орден «За мужність» III ступеня[1].
- Почесний громадянин міста-героя Охтирки.